# Il giro del mondo in 80 giorni
Il giro del mondo in ottanta giorni (titolo originale Le Tour du monde en quatre-vingts jours) è un romanzo di avventura dell'autore francese Jules Verne, pubblicato per la prima volta nel 1872. In questa storia il gentleman inglese Phileas Fogg, di Londra, e il suo nuovo aiutante francese Jean Passepartout tentano di circumnavigare il globo in 80 giorni, per vincere la scommessa di 20.000 sterline stipulata con gli altri soci del Reform Club.

## Contesto storico
Le innovazioni tecnologiche del XIX secolo, nel contesto della Rivoluzione industriale, avevano aperto la possibilità di viaggiare rapidamente in tutto il mondo. Lo sviluppo di nuovi modelli di trasporto - quello ferroviario, dei piroscafi e dei battelli a vapore - e l'apertura del Canale di Suez nel 1869, accorciarono le distanze, o perlomeno il tempo necessario per percorrere la Terra. Il libro, uno dei più celebrati romanzi dell'autore, potrebbe essere stato ispirato dalle azioni di George Francis Train, il quale compì quest'impresa nel 1870.

## Trama
Londra, 2 ottobre 1872. Phileas Fogg è un uomo riservato e con abitudini regolari. La fonte del suo denaro è sconosciuta ed egli vive, senza sforzo, una vita assai metodica. Dopo aver licenziato il suo precedente maggiordomo per avergli portato l'acqua per radersi di due gradi Fahrenheit (circa un grado Celsius) più bassa rispetto alla temperatura prestabilita, assume come rimpiazzo Jean Passepartout, un francese sulla trentina d'anni, che si rivela in gamba e affettuoso verso il proprio padrone.
Più tardi, al Reform Club di cui Fogg è socio e che ogni giorno raggiunge a piedi facendo sempre lo stesso numero di passi, si fa coinvolgere insieme ad altri cinque membri in una discussione riguardo ad un articolo del Morning Chronicle, il quale afferma che c'è stata una rapina alla Banca d'Inghilterra e che, grazie all'apertura di una nuova linea ferroviaria in India, è ora possibile viaggiare intorno al mondo in 80 giorni.
I compagni di Fogg mettono in dubbio che sia davvero possibile percorrere l'intero globo in così poco tempo, ma Fogg si impegna a completare il giro del mondo in 80 giorni e rientrare alla stessa ora al Reform Club 80 giorni più tardi, sabato 21 dicembre, e scommette 20.000 sterline con i suoi cinque compagni del Club, ognuno dei quali ne mette in palio 4.000. Il gentiluomo parte la sera stessa portando con sé Passepartout e una borsa in cui ripone un grosso fascio di banconote per le necessità del viaggio, e lascia Londra con un treno partito alle 20:45 del 2 ottobre.
| Tappa                                                                     | Mezzo | Durata    |
| ------------------------------------------------------------------------- | --- | --------- |
| Da Londra (Regno Unito) a Brindisi (Italia) e da Brindisi a Suez (Egitto) | ferrovia attraverso Parigi e Torino e poi piroscafo attraverso il Mar Mediterraneo                                | 6 giorni  |
| Da Suez a Bombay (India)                                                  | piroscafo attraverso il Mar Rosso e l'Oceano indiano                                                              | 14 giorni |
| Da Bombay a Calcutta                                                      | ferrovia e a dorso d'elefante, traversata via terra dell'India britannica via Allahabad e Benares                 | 3 giorni  |
| Da Calcutta a Victoria City (Hong Kong)                                   | piroscafo attraverso il Mar Cinese Meridionale                                                                    | 13 giorni |
| Da Hong Kong a Yokohama (Giappone)                                        | goletta e piroscafo, dal Mar Cinese Meridionale, attraverso il Mar Cinese Orientale, Shanghai e l'Oceano Pacifico | 6 giorni  |
| Da Yokohama a San Francisco (Stati Uniti)                                 | piroscafo attraverso l'Oceano Pacifico                                                                            | 22 giorni |
| Da San Francisco a New York City                                          | ferrovia e in slitta, traversata via terra degli Stati Uniti via Kearney, Omaha e Chicago                         | 7 giorni  |
| Da New York a Londra                                                      | nave mercantile attraverso l'Oceano Atlantico e ferrovia via Dublino e Liverpool                                  | 9 giorni  |
| Totale                                                                    | Totale | 80 giorni |

Fogg e Passepartout raggiungono in treno Brindisi, dove si imbarcano su una nave diretta a Bombay utilizzando i piroscafi della famosissima Valigia delle Indie che proprio nel millenario porto di Brindisi aveva il suo terminale europeo. Mentre fanno tappa a Suez, in Egitto, Fogg viene osservato da un detective di Scotland Yard di nome Fix, che è stato inviato da Londra per scovare il rapinatore della Banca d'Inghilterra. Poiché Fogg corrisponde bene alla descrizione del ladro, Fix lo confonde con il rapinatore e lo segue imbarcandosi sulla nave diretta a Bombay; durante il viaggio, fa amicizia con Passepartout per strappargli informazioni sul suo padrone.
In seguito ad un brutto incidente a Malabar Hill in una pagoda Passepartout commette involontariamente una profanazione entrando con calze e scarpe. I due comunque riescono a prendere in orario il treno a Bombay diretti verso Calcutta, ma scoprono che, differentemente da quanto annunciato dal giornale, la costruzione della ferrovia non è ancora completa, quindi sono obbligati a proseguire cavalcando un elefante, che Fogg acquista al prezzo pazzesco di 2.000 sterline. Durante il viaggio incrociano la processione di un rito Sati (pratica funeraria nella quale la vedova del marito viene arsa sulla pira sacrificale del defunto). Poiché la ragazza destinata a essere immolata è drogata e non partecipa volontariamente, i viaggiatori decidono di salvarla: seguita la processione fino al luogo della cerimonia, Passepartout si sostituisce di nascosto al corpo del defunto sulla pira e durante la cerimonia si alza dal rogo, spaventando i sacerdoti e fuggendo con la donna in braccio.
I viaggiatori si affrettano a prendere il treno alla stazione successiva, portando la ragazza, Auda, con loro. A Calcutta finalmente si imbarcano sulla nave a vapore diretta a Hong Kong. Fix, che era rimasto quanto bastava a mettere nei guai Passepartout per la vicenda della pagoda di Malabar Hill, non riesce però ancora a ottenere un mandato di arresto contro Fogg ed è forzato a seguirli a Hong Kong. In questa città scoprono che il lontano parente di Auda presso il quale avevano progettato di lasciarla si è trasferito, così decidono di portarla con loro in Europa. Nel frattempo Fix si rivolge al tribunale e trattiene Fogg per la vicenda della pagoda: questi paga una cauzione di 2.000 sterline ed evita la prigione per sé e per il suo domestico. Fix cerca allora un altro modo di sabotare Fogg: fa ubriacare Passepartout e gli fa assumere oppio in una fumeria, dopo avergli rivelato la propria vera identità e ciò che crede di sapere su Fogg.
Il giorno successivo, non avvisato da Passepartout, Fogg scopre di aver perso l'imbarco e cerca una nave per Yokohama. Non riesce a trovare alcuna imbarcazione in grado di compiere il lungo viaggio, ma viene informato dal padrone della goletta che il General Grant, la nave a vapore per gli Stati Uniti che avrebbe dovuto prendere a Yokohama, in realtà parte da Shanghai, che si trova a metà strada. Il gentiluomo prende a nolo un'altra imbarcazione che lo porta insieme ai suoi compagni Auda e Fix a Shanghai, da dove potranno partire con la nave a vapore diretta a San Francisco passando per Yokohama.
Una volta in Giappone, Fogg e Auda si riuniscono casualmente a Passepartout e salgono a bordo della nave a vapore, con cui attraversano l'Oceano Pacifico fino a San Francisco. Rincontrato anche Fix, questi promette a Passepartout che - avendo lasciato i possedimenti britannici, nei quali poteva far valere il mandato d'arresto nei confronti di Fogg - non tenterà più di ostacolarne il viaggio, ma che piuttosto l'aiuterà a raggiungere l'Inghilterra il più presto possibile (per poterlo arrestare lì), stringendo un patto con il domestico francese, che gli crede.
A San Francisco salgono a bordo del treno per New York. Durante il viaggio, proprio mentre Fogg sta sfidando a duello un americano che aveva litigato con Fix, il treno viene attaccato da un gruppo di nativi Sioux e Passepartout viene imprigionato mentre salva i passeggeri. Fogg riesce comunque a salvarlo, aiutato da alcuni soldati. Per recuperare il tempo perduto, Fogg e i suoi compagni noleggiano una slitta, con cui raggiungono Omaha appena in tempo per prendere un treno per Chicago e quindi un altro treno per New York. All'arrivo, però, scoprono che la nave a vapore China, che avrebbero dovuto prendere per arrivare a Liverpool, è partita da quarantacinque minuti.
Il giorno successivo Fogg inizia a cercare un metodo alternativo per attraversare l'Oceano Atlantico. Trova il piccolo battello a vapore Henrietta, con destinazione Bordeaux, ma il capitano della nave si rifiuta di portarli a Liverpool. Fogg accetta comunque di imbarcarsi, ma durante il viaggio imprigiona il capitano e si dirige verso Liverpool. Navigando a tutta velocità, la nave esaurisce il combustibile in pochi giorni, quindi Fogg è costretto a comprare, a caro prezzo, il battello stesso dal capitano per poterne bruciare le parti di legno poste in alto e mantenere le caldaie sotto pressione. Riescono così ad arrivare fortunosamente fino alle coste irlandesi nel porto di Queenstown (ora Cobh) all'una di notte del giorno precedente la fine programmata del viaggio, con poche ore a disposizione per raggiungere Liverpool via nave con mezzi ordinari. Fogg ha allora l'idea di sbarcare lì e utilizzare il servizio rapido di consegna posta dai transatlantici in transito con treni espressi verso Dublino e poi con vapori veloci fino a Liverpool. In questo modo, i compagni arrivano a Liverpool alle 11.40, parecchie ore prima della scadenza, più che sufficienti a raggiungere Londra in treno. D'un tratto, Fix, che avrebbe potuto arrestare Fogg già a Queenstown (l'Irlanda era allora suolo britannico) ma aveva esitato, esibisce il mandato di arresto e incarcera Fogg. Solo dopo due ore la situazione viene chiarita, dato che il vero ladro era stato catturato tre giorni prima. Fogg, dopo aver sferrato due pugni a Fix, corre con i suoi due compagni alla stazione dove, essendo già partito l'ultimo treno, ordina e ottiene un treno speciale con cui arriva alla stazione di Londra con cinque minuti di ritardo rispetto alla scadenza della scommessa (in realtà il ritardo effettivo era maggiore perché entro la scadenza sarebbe dovuto giungere fino al Reform Club).
Il giorno dopo, nella sua casa di Londra, il gentiluomo si scusa con Auda per averla portata con sé, dato che ormai, avendo speso per il viaggio quasi 20.000 sterline e dovendo pagarne altre 20.000 per la scommessa persa, avrebbe dovuto vivere in povertà e, pur volendo, non avrebbe potuto mantenerla. Auda confessa a Fogg di amarlo comunque e gli chiede di sposarla. L’uomo invia Passepartout dal reverendo Wilson per dargli la notizia e fissare il matrimonio. Giunto alla casa del reverendo, Passepartout scopre con grandissima sorpresa che i calcoli sulle date sono sbagliati: non è domenica 22 dicembre, ma ancora sabato 21, poiché, nel continuo viaggio verso oriente, avevano spostato le lancette dell'orologio un'ora in avanti per ogni fuso orario attraversato.
Passepartout si affretta da Fogg, che si reca subito di corsa al Reform Club, dove giunge appena in tempo, mentre l'orologio della sala batte i rintocchi, per reclamare la vincita. Al termine del viaggio, Phileas Fogg è quasi nelle stesse condizioni economiche di prima: avendo speso 19.000 sterline per il viaggio e recuperate 20.000 vincendo la scommessa ha guadagnato solo 1.000 sterline. È però sicuramente un uomo più felice perché ha trovato moglie, Auda, e un domestico fedele e devoto, Passepartout; anzi divide le 1.000 sterline guadagnate con la scommessa con lo sfortunato Fix, al quale non serba rancore, e con l'onesto Passepartout (al quale però, in nome della sua proverbiale precisione, addebita la spesa del gas consumato in 80 giorni per il fornello lasciato acceso).
L'errore di Fogg era teoricamente possibile (ma solo nella finzione letteraria) perché l’opera è ambientata nel 1872, mentre la linea internazionale del cambio di data in mezzo all'oceano Pacifico sarebbe stata istituita solo nel 1884; quindi i protagonisti avevano "guadagnato" un intero giorno al termine del loro viaggio intorno al globo non essendo stati costretti a un cambio di data ufficiale che avrebbe rimosso il giorno aggiunto al suo orologio durante il suo viaggio. Tuttavia, nella realtà un errore di questo tipo non sarebbe stato possibile in quanto: "una linea di data di fatto esisteva poiché il Regno Unito, l'India e gli Stati Uniti avevano lo stesso calendario con orari locali diversi e avrebbe dovuto notare quando arrivò negli Stati Uniti che la data locale non era la stessa del suo diario". Questo valeva per tutti i paesi che regolarmente commerciavano con paesi posti al di là dell'oceano verso occidente. Per esempio, fino a pochi decenni prima dell'ambientazione del romanzo e sin dal 1521, le Filippine erano state un giorno in ritardo rispetto ai corrispondenti paesi dell'Estremo Oriente.

## Personaggi
- Phileas Fogg: esquire, ricco gentiluomo inglese, molto riservato e abitudinario, membro del Reform Club di Londra.
- Jean Passepartout: trentenne francese, dopo aver svolto diverse professioni diventa il domestico di Fogg e lo segue nella sua avventura in giro per il mondo.
- Ispettore Fix: poliziotto inglese che britannico Phileas credendolo un criminale ricercato.
- Miss Auda: giovane vedova indiana che viene salvata in India da Fogg mentre sta per essere sacrificata sulla pira nel rituale del sati. Da allora, accompagna i due protagonisti per il resto del viaggio sino al ritorno in Gran Bretagna, dove confesserà il suo amore per Phileas, il quale ricambierà tale sentimento. I due decidono quindi di sposarsi.

## Opere derivate
Nel 1874, Jules Verne scrisse un adattamento per il teatro (Le Tour du monde in quatre-vingts jours, pièce à grand spectacle in 5 atti e 15 quadri), in collaborazione con Adolphe d'Ennery e con musica di Jean-Jacques-Joseph Debillemont.
Il libro è stato in seguito adattato diverse volte per il cinema e la televisione.

### Cinema
- Die Reise um die Erde in 80 Tagen di Richard Oswald (1919): una parodia muta in bianco e nero, che non nascose il suo uso di località tedesche per rappresentare i luoghi del viaggio internazionale; parte dello scherzo del film è che Fogg si sta ovviamente spostando tra località di Berlino. Non sono sopravvissute copie della pellicola.
- Il giro del mondo in 80 giorni (Around the World in Eighty Days) di Michael Anderson (1956), prodotto da Mike Todd, con David Niven nel ruolo di Phileas Fogg,  Cantinflas in quello di Passepartout e Shirley MacLaine nel ruolo della principessa Auda. Molti altri famosi attori interpretano dei  camei. Il film ha vinto cinque Oscar, su un totale di otto candidature.
- The Three Stooges Go Around the World in a Daze (1963) - I tre marmittoni (Moe, Larry, Curly Joe) in una parodia del romanzo.
- Il giro del mondo in 80 giorni (Around the World in 80 Days) di Frank Coraci (2004), prodotto dalla Walt Disney, con Jackie Chan nella parte di Passepartout e Steve Coogan in quella di Fogg. Questa versione è tratta più liberamente sul romanzo di Verne: Passepartout diventa l'eroe della storia ed il vero ladro della Banca d'Inghilterra. Il personaggio di Fogg diventa un geniale inventore distratto che scommette con un suo rivale sulla possibilità di viaggiare intorno al mondo con i moderni (per l'epoca) mezzi di trasporto. Come per la versione del 1919, questo film è stato girato a Berlino, ma tenta di nasconderlo: la Cattedrale tedesca viene travestita come Banca d'Inghilterra e diverse altre location cittadine vengono usate al posto della Londra storica. Anche in questo film come in quello del 1956 vi è il cameo di attori famosi.

### Televisione
- Il giro del mondo in ottanta giorni: nel 1972 la Rai realizzò una serie in otto puntate che venne trasmessa nel corso della TV dei ragazzi. Realizzata con la tecnica dei pupazzi animati creati da Giorgio Ferrari, i testi erano di Umberto Simonetta ed Enrico Vaime, le musiche di Jacqueline Perrotin e la regia di Peppo Sacchi.
- Il giro del mondo in ottanta giorni (Around the World in Eighty Days, 1989): una miniserie televisiva in due parti con Pierce Brosnan nella parte di Fogg, Eric Idle in quella di Passepartout, Peter Ustinov in quella di Fix e diverse star televisive in ruoli cameo, tra cui Patrick Macnee e Christopher Lee come membri del Reform Club. Gli eroi seguono un percorso lievemente differente da quello del libro e incontrano diverse celebrità storiche non menzionate nel libro, come Sarah Bernhardt, Louis Pasteur, Jesse James e la Regina Vittoria.
- Il giro del mondo in ottanta giorni (Around the World in Eighty Days, 2021): una serie televisiva in otto puntate con David Tennant nella parte di Phileas Fogg, Ibrahim Koma in quella di Passepartout, Leonie Benesch in quella di Abigail Fix.

### Animazione
- An Indian Fantasy Story (1938): coproduzione franco/inglese che non venne completata, furono girate solo le scene della scommessa al Reform Club e il salvataggio della principessa indiana.
- Il giro del mondo in 79 giorni (1969-1971): un segmento del programma contenitore a cartoni The Cattanooga Cats della Hanna-Barbera Productions: Il figlio di Phileas Fogg si impegna per scommessa in un viaggio intorno al mondo di 79 giorni.
- Il giro del mondo in 80 giorni (1972): episodio in due parti prodotto dallo studio canadese Rankin-Bass e animato dalla casa giapponese Mushi Studios come parte della serie Le favole più belle (Festival of Family Classics).
- Around the World in 80 days (1972): Una serie di cartoni prodotti dall'Australian Air Programs International.
- Il giro del mondo di Willy Fog (アニメ８０日間世界一周?, Hachijuu Nichikan Sekai Isshu) (1983), co-prodotta dello studio spagnolo BRB Internacional in collaborazione con la Nippon Animation. Questa serie in 26 episodi rappresenta i personaggi come animali antropomorfi e, pur prendendosi alcune libertà con la storia originale, rimane fedele alla sua idea base. Una seconda serie di 30 episodi, prodotta nel 1993, riprende i personaggi della prima serie e si ispira ad altri due romanzi di Verne Viaggio al centro della Terra e Ventimila leghe sotto i mari.
- Il giro del mondo in 80 giorni (2021): un film francese mista 3D e 2D.

### Videogiochi
Molti sono stati gli adattamenti a videogioco, tra i più rilevanti:
- In 80 Days Around the World (1987), videogioco d'azione per home computer
- Around the World in 80 Days (2004), avventura dinamica per Game Boy Advance
- 80 Days (2005), avventura grafica per Windows
- Around the World in 80 Days (2008), rompicapo per PC e palmari
- 80 Days (2014), avventura testuale per PC e palmari

### Giochi da tavolo
Il romanzo ha ispirato svariati giochi da tavolo che reinterpretano in chiave ludica l'avventura di Phileas Fogg e Jean Passepartout. Tra i titoli pubblicati:
- Around the World in 80 Days (1957)
- Around the World in 80 Days (1986)
- Jorden runt på 80 dagar (1986)
- Around the World in 80 Days with Michael Palin (1992)
- Around the World in 80 Days (2004)
- Around the World in 80 Days (2016)
- 80 Days (2022)
- Around the World in 80 Days (2024)

## Influenza culturale
Alcune delle opere in qualche modo ispirate al romanzo:
- Il romanzo Il diario segreto di Phileas Fogg (The Other Log of Phileas Fogg, 1973), dello scrittore di fantascienza Philip José Farmer, si svolge parallelamente al romanzo di Verne; in esso viene rivelato che in realtà Phileas Fogg è un agente segreto in lotta contro nemici cosmici che minacciano di invadere la Terra.
- Al romanzo è liberamente ispirata anche una storia a fumetti di Zagor, Viaggio nella paura, pubblicata nel 1984: anche qui è un nobile inglese, lord Whyndam, a fare un viaggio per scommessa, scommessa che però, nel suo caso, si limita all'attraversamento degli Stati Uniti da costa a costa (ma in cento giorni anziché ottanta).
- Nell'ambito dell'animazione si può citare Titti turista tuttofare (2000), un cartone animato della Warner Bros. in cui compaiono personaggi dei Looney Tunes. Si prende grandi libertà con la storia originale, ma l'idea centrale è sempre quella.
- L'episodio Paperino e il giro del mondo in otto giorni, testi di Carlo Chendi, disegni di Giovan Battista Carpi, pubblicato per la prima volta su Topolino n. 310 ed. Mondadori del 29 ottobre 1961 e ristampato in numerose altre lingue, è una esplicita parodia della storia. Zio Paperone scommette con gli altri membri del Club dei miliardari di riuscire a fare il giro del mondo in otto giorni senza spendere un dollaro[6].
- Phileas Fogg's Balloon Battles è un videogioco del 1991 dove si controlla una mongolfiera, mezzo in realtà non utilizzato nel romanzo, ma nell'adattamento cinematografico Il giro del mondo in 80 giorni del 1956.

### Imitatori
Il racconto di Verne ha ispirato autentiche spedizioni che cercarono di imitare la circumnavigazione fittizia di Fogg, spesso con limitazioni autoimposte.
- Nel 1889 la giornalista Nellie Bly intraprese un viaggio attorno al mondo (da Hoboken a New York) in 80 giorni per il suo giornale, il New York World. Riuscì a completarlo in 72 giorni, gareggiando contro un'altra donna, Elizabeth Bisland e stabilendo un record. Fu la prima donna a viaggiare attorno al mondo senza essere accompagnata ovunque da uomini e divenne un modello per le donne di ogni dove.[7]
- Nel 1908 l'avventuriero Harry Bensley, a causa di una scommessa perduta, intraprese un giro del mondo, a piedi e in incognito, indossando una maschera di ferro[8].
- Nel 1988 un membro dei Monty Python, Michael Palin, intraprese una sfida simile senza usare aeroplani come parte di un diario di viaggio televisivo, intitolato Michael Palin: Around the World in 80 Days, una trasmissione della BBC andata in onda nel Regno Unito nel 1989.[9]
- Dal 1993 viene tenuto il Jules Verne Trophy,[10] una gara di circumnavigazione del mondo per qualsiasi genere di panfilo. Le navi partecipanti devono circumnavigare il mondo senza fermarsi e senza assistenza esterna nel più breve tempo possibile. Per ottenere ufficialmente il trofeo si deve però pagare la tassa di appartenenza alla Jules Verne Association.
- Nel 2015 cinque ragazzi torinesi, Alessio Nicastro, Andrea Cavallo Perin, Andrea Dutto, Didie Caria, guidati da Luigi Cavallito, ispirati da Jules Verne compiono lo stesso viaggio[11]. Partiti dal Reform Club il 2 ottobre 2015 e tornati a Londra il 21 dicembre 2015, hanno circumnavigato il globo facendo tappa a Parigi, Torino, Atene, Cairo, Alessandria d'Egitto, Dubai, Mumbai, Calcutta, Hong Kong, Manila, Tokyo, Honolulu, San Francisco, New York e Dublino.

## Edizioni
- Le Tour du monde en quatre-vingts jours, Paris, Pierre-Jules Hetzel, 30 gennaio 1873,  p. 217.
- Il giro del mondo in 80 giorni, Milano, Fratelli Treves, 1874.
- Il giro del mondo in 80 giorni, Napoli, Lubrano e Ferrara Editori, Via Costantinopoli 103, 1912, pp. 160
- Il giro del mondo in ottanta giorni, traduzione di Anonimo, Biblioteca di Viaggi, Firenze, Salani, 1917.
- Il giro del mondo in ottanta giorni, traduzione di Carlo De Mattia, Milano, Carroccio, 1951.
- Il giro del mondo in 80 giorni, traduzione di E. Malinverni, Boschi, 1955.
- Il giro del mondo in ottanta giorni, traduzione di Maria Antonietta Cauda, Milano, Vallardi, 1955. - Roma, Newton Compton, 2005; Collana I Grandi Romanzi d'Avventura n.8, Milano, Hachette, 2022.
- Il giro del mondo in 80 giorni, traduzione di Augusto Donaudy, BUR, Milano, Rizzoli, 1957. - Sonzogno.
- Il giro del mondo in 80 giorni, traduzione di Giuseppe De Florentiis, La Fonte, 1957. - Milano, Mondadori, 1963-1987
- Il giro del mondo in 80 giorni, traduzione di G. Calanchi, Bologna, Capitol, 1957.
- Il giro del mondo in 80 giorni, traduzione di Giacomo di Belsito, Milano, Mursia, 1958.
- Il giro del mondo in ottanta giorni, traduzione di Pino Foresti, Milano, Fabbri, 1958.
- Il giro del mondo in ottanta giorni, traduzione di Curzio Siniscalchi, Milano, Lucchi, 1959.
- Il giro del mondo in 80 giorni, traduzione di Maria Vittoria Malvano, con un saggio di Michel Foucault, Collana i millenni, Torino, Einaudi, 1966,  p. 258.
- Il giro del mondo in 80 giorni, traduzione di non indicato, Torino, Edizioni Dell'Albero, 1966.
- Il giro del mondo in ottanta giorni, traduzione di Raoul Traverso, Edizioni Paoline, 1967.
- Il giro del mondo in 80 giorni, traduzione di C. Librini, Vannini, 1968.
- Il giro del mondo in 80 giorni, a cura di P. Spizzotin, Casa del libro, 1987.
- Il giro del mondo in 80 giorni, traduzione di Libero Bigiaretti, Firenze, Giunti-Marzocco, 1987. - Collana Le Strenne, Giunti, 2019.
- Il giro del mondo in 80 giorni, traduzione di T. Preve, Milano, Piccoli, 1989.
- Il giro del mondo in 80 giorni, traduzione di Piero Pieroni, Collana Un libro per leggere n.5, Trieste, EL, 1991.
- Il giro del mondo in 80 giorni, traduzione di Maria Paola De Benedetti, Collana I Capolavori di Gulliver, Santarcangelo di Romagna, Opportunity Books, 1995.
- Il giro del mondo in ottanta giorni, traduzione di Valentina Beggio, Casale Monferrato, Piemme, 2001. - Nuova ed. riveduta, Novara, De Agostini, 2010-2019.
- Il giro del mondo in 80 giorni, traduzione di Mario Sala Gallini, Collana I Classici del Battello a vapore n.8, Milano, Piemme, 2001.
- Il giro del mondo in ottanta giorni, traduzione di Monica Longoni, Introduzione di Rita Stajano, Biblioteca dell'Ottocento, Roma, La Repubblica, 2004.
- Il giro del mondo in ottanta giorni, traduzione di Stefano Valenti, Collana UEF, Milano, Feltrinelli, 2013, ISBN 978-88-079-0080-8. - Gribaudo, 2017.
- Il giro del mondo in 80 giorni, traduzione di P. Roudolph e Luigi Giovannini, Collana Kids, Roma, Fanucci, 2013, ISBN 978-88-347-2219-0.
- Il giro del mondo in 80 giorni, traduzione di Giovanni Pacchiano, Collana I Classici, Milano-Firenze, Bompiani, 2018, ISBN 978-88-452-9884-4.
- Il giro del mondo in ottanta giorni, traduzione di Bérénice Capatti, Introduzione di Luigi Malerba, Postfazione di Antonio Faeti, Collana Grandi Classici, Milano, BUR-Rizzoli, 2021, ISBN 978-88-171-4749-1.